# Замок Фінстергрюн (Зальцбург)
Замок Фінстергрюн (нім. Burg Finstergrün) розміщений у громаді Рамінгштайн округу Тамсвег землі Зальцбург Австрії. Належить Євангельській молоді Австрії (нім. Evangelischen Jugend Österreich (EJÖ)).

## Історія

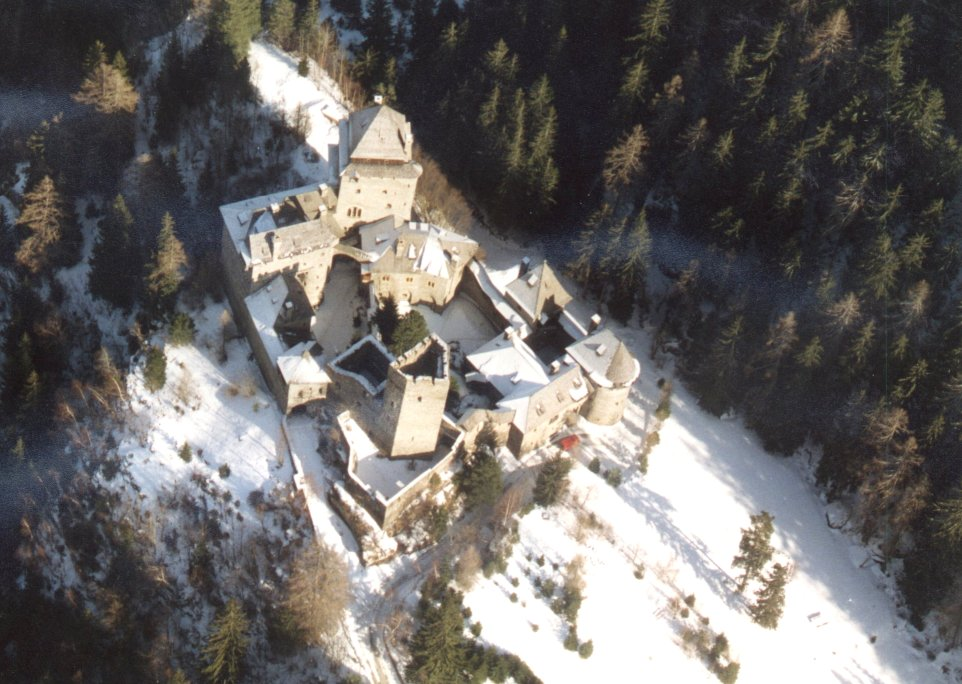
Вид згори на замок

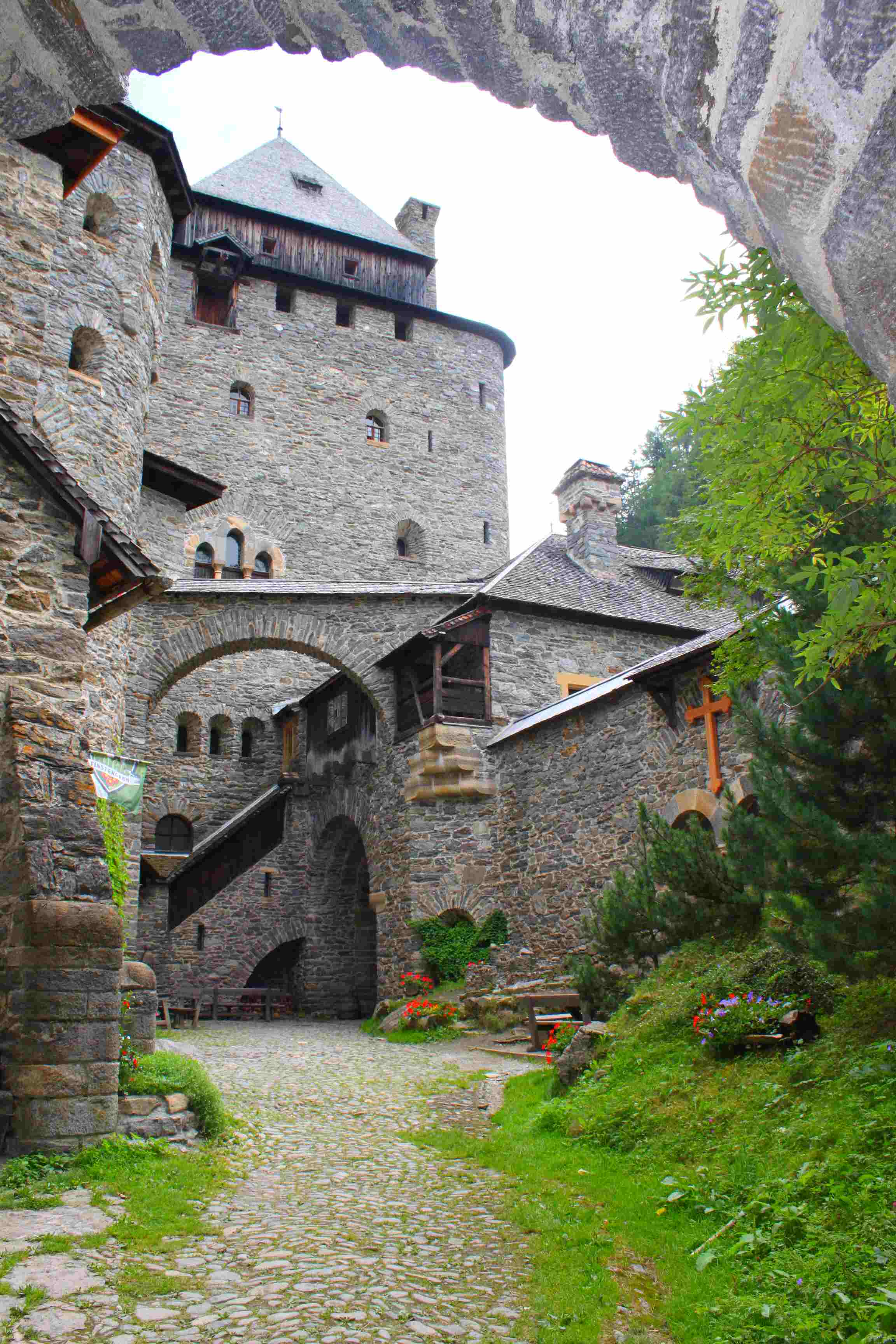
Двір нового замку

Прикордонне укріплення поверх скелі над долиною появилось у ХІІ ст. — згідно гіпотез 1138 його заклав Вільгельм фон Раменштайн. На 1300 було вперше згадано старий замок Фінстергрюн. В час війни герцога Австрії Альбрехта Габсбурга з архієпископами Зальцбургу Рудольфом і Конрадом, замок захопив брат останнього Рудольф фон Фонсдорф. Згодом архієпископ забрав замок у брата у своє володіння. У 1320-х роках замок перейшов у володіння архієпископів Зальцбурга (до 1779). Замок звали «Veste Ramingstein» до XVII ст., коли стали вживати «uralt Schlössl Finstergruen» від «finstre Gruam» — «похмура яма» від стрімких схилів, що його оточують. Надвірний архітектор Йогаг Пауль Васнер 1672 розглядав можливості посилення Замокзамку. У земельного уряду просили 1735 фінансової допомоги в ремонті житлових приміщень. Через високу вартість розглядали можливість продажу, але потреба у донжоні завадила цьому. Замок з господарськими приміщеннями виставили на торги 1775 р. Його купив єдиний претендент, що його орендував на той час, наглядач за копальнями герцога Йосиф Руеф. Усі дерев'яні частини замку згоріли 1841 року через лісову пожежу.
Руїни купив 1899 ц.к. камергер Шандор граф Шапари, який розпочав розбудову нового замку в стилі ХІІІ ст. з аналогічних матеріалів під старим, який не відновлювали. Після його смерті у 1904 році вдова продовжила будову мурів, завершену до 1908 року. До початку війни не завершили оздоблення інтер'єрів, наповнених згодом колекціями антикваріату. На межі 1020-х — 30-х років замок почав приймати гостей, причому для освітлення застосовували смолоскипи і ліхтарі через запізнення з подачею електроенергії. На початку нової війни через фінансові проблеми значну частину колекцій продали в Мюнхені. За договором оренди 1942 року замок перейшов Імперському міністерству науки, освіти, можливо, без згоди графині, яка наступного року померла. У 1945 році у замку розміщувався військовий шпиталь. Після завершення війни замок перейшов до двох доньок графині. З 1946 року замок орендували скаути, з 1949 року євангельська молодь Австрії, яка купила його в 1972 році. Навколо замку впорядкували територію під спортмайданчики, ігри. Було побудовано під'їзну дорогу, підведено електролінію.